# Orchestra de muzică populară Radio

Orchestra de muzică populară Radio condusă de Paraschiv Oprea pe scena Sălii Radio

Orchestra de muzică populară Radio (abreviată în discografii O.M.P.R.) este una din primele orchestre de stat de muzică populară, înființată în 1 decembrie 1949, destinată înregistrărilor de studio. În prezent este și orchestră de concert. De-a lungul timpului a avut diverse denumiri: Orchestra populară a Comitetului de Radio (1950-1954), Orchestra de muzică populară Radio (1954-1957, care este și cea actuală), Orchestra de muzică populară a Radioteleviziunii (1957-1989). Această orchestră se află în subordinea Societății Române de Radiodifuziune.

## Începuturi
Înainte de declanșarea celui de-al Doilea Război Mondial, compozitorul Tiberiu Brediceanu dorea să înființeze o mică orchestră populară la Radio București, care să stea la dispoziția rapsozilor populari pentru acompaniament sau să interpreteze muzică populară instrumentală, și al cărei dirijor să fie Ion Luca-Bănățeanu. Acest lucru nu s-a putut întâmpla atunci, din cauza războiului. Ion Luca-Bănățeanu a plecat cu familia sa la Bozovici.
La 1 decembrie 1949 se înființează Orchestra de muzică populară Radio. Fondator, dirijor și prim-solist violonist a fost Ion Luca-Bănățeanu, care în luna aprilie a aceluiași an fusese membru fondator al Orchestrei „Barbu Lăutaru” a Institutului de Folklor. Orchestra populară Radio de atunci se compunea din 12 instrumentiști, între care: Traian Lăscuț-Făgărășanu – clarinetist, Iosif Milu și Ion Murgu – taragotiști, Iosif Cocoș – țambalist, Moise Belmustață, Nelu Stan,  Stan Simion-Bănățeanu și Aladar Arpad – violoniști și violiști, Marcel Budală – acordeonist.

## Dirijori
Toți dirijorii Orchestrei de muzică populară Radio au îndeplinit și statutul de orchestrator.

### Permanenți
În anii '50, primii trei dirijori aveau în vedere prelucrarea repertoriului din anumite zone folclorice.
- Ion Luca-Bănățeanu (1949-1959) – Ardeal și Banat
- Victor Predescu (1950-1977) – Muntenia și Oltenia
- Radu Voinescu (1954-[?]) – Moldova și Dobrogea
- Nicu Stănescu (1949-1953)
- George Vancu (1960-1991)
- Marius Olmazu
- Paraschiv Oprea (?-2004)
- Adrian Grigoraș (2004-prezent)

### Colaboratori
- Ionel Banu
- Ionel Budișteanu
- Nelu Urziceanu
- Nicușor Predescu
- Nicolae Băluță
- Mielu Florescu
- Boris Marcu
- George Marcu – folclor muzical românesc și aromânesc din Dobrogea
- Constantin Mirea
- Florian Economu
- Constantin Busuioc
- Gelu Barabancea
- Nelu Toma
- Ion Albeșteanu
- Petre Rotaru
- Nicolae Falcuie

### Galerie

Ion Luca-Bănățeanu
Victor Predescu
Radu Voinescu
George Vancu
Nicu Stănescu
Nicușor Predescu
Florian Economu
Ionel Budișteanu

## Instrumentiști notabili
- violoniști: Ion Luca-Bănățeanu, Nicu Stănescu, Ionel Banu, Nicușor Predescu, Constantin Mirea, Nelu Stan, Moise Belmustață, Efta Botoca, Stan Simion-Bănățeanu, Alexandru Țitruș, Fănică Stănescu-Românești, Ștefan Bibescu, Nicolae Fălcuie, Mihai Stoicescu, Petre Rotaru
- violiști: Aladar Arpad
- cobzari: Grigore Kiazim, Marin Cotoanță
- acordeoniști: Marcel Budală, Mielu Florescu, Nelu Orian, Nicolae Florian, Constantin Bordeianu
- țambaliști: Iosif Cocoș, Nicolae Vișan, Toni Iordache, Petre Marinescu-Ciuciu
- naiști: Constantin Dobre, Radu Simion
- clarinetiști: Traian Lăscuț-Făgărășanu, Nicolae Băluță, Marin Ivașcu, Vasile Grigore, Nicolae Mateescu
- trompetiști: Constantin Gherghina
- oboist: Pavel Tornea
- taragotiști: Iosif Milu, Ion Murgu
- fluieraș: Florea Burnea, Dumitru Zamfira

## Componența actuală
În 2014, orchestra era formată din:
- dirijor: Adrian Grigoraș
- violoniști: Ștefan Marinache (solist, șef partidă), Marin Lăutaru (solist), Marian Grigore, Virgil Rădulescu
- violiști: Ștefan Sorin Crăciun, Gabriel Mironescu
- contrabasist: Leonard Botea
- trompetist: Gabriel Anghel (solist)
- cobzar: Mihai Călușaru
- naist: Florian Albu
- acordeonist: Gheorghe Niculae
- țambaliști: Daniela Marinache, Nelu Radu[5]